# Lepturges charicles
Lepturges charicles là một loài bọ cánh cứng trong họ Cerambycidae.